# Luis Carniglia
Luis Antonio Carniglia, conocido cariñosamente como Yiyo, (Olivos, partido de Vicente López, 4 de octubre de 1917 - 22 de junio de 2001, Ciudad de Buenos Aires, Argentina) fue un futbolista que jugaba como delantero y director técnico argentino. Su mayor notoriedad y fama la consiguió al ser entrenador del histórico Real Madrid de la década de 1950. Bajo su mando, el club español ganaría La Liga y dos Copas de Europa (hoy Champions League) consecutivas.
Se formó como jugador en Tigre de la Primera División de Argentina, para luego pasar a Boca Juniors, en donde conquistó dos títulos. Tuvo un paso fructífero por Francia, conquistando la Ligue 1 con el OG Nice.

## Clubes

### Como futbolista
| Club                 | País      | Año       |
| -------------------- | --------- | --------- |
| Tigre                | Argentina | 1936      |
| Boca Juniors         | Argentina | 1936-1941 |
| Chacarita Juniors    | Argentina | 1942-1944 |
| Atlas de Guadalajara | México    | 1945-1948 |
| Tigre                | Argentina | 1949      |
| Olympique de Niza    | Francia   | 1951-1952 |
| Sporting Toulon      | Francia   | 1952-1953 |
| Olympique de Niza    | Francia   | 1953-1955 |

### Como entrenador
| Club                   | País      | Año       |
| ---------------------- | --------- | --------- |
| Tigre                  | Argentina | 1949      |
| Olympique de Niza      | Francia   | 1955-1957 |
| Real Madrid            | España    | 1957-1959 |
| ACF Fiorentina         | Italia    | 1959-1960 |
| AS Bari                | Italia    | 1961      |
| AS Roma                | Italia    | 1961-1963 |
| AC Milan               | Italia    | 1963-1964 |
| Deportivo de La Coruña | España    | 1964-1965 |
| Bologna FC             | Italia    | 1965-1968 |
| Juventus FC            | Italia    | 1969      |
| San Lorenzo            | Argentina | 1973      |
| Vélez Sarsfield        | Argentina | 1974      |
| Girondins de Bordeaux  | Francia   | 1978-1979 |

## Palmarés

### Como jugador

#### Campeonatos nacionales
| Título           | Club         | País      | Año     |
| ---------------- | ------------ | --------- | ------- |
| Primera División | Boca Juniors | Argentina | 1940    |
| Copa Ibarguren   | Boca Juniors | Argentina | 1940    |
| Ligue 1          | OGC Nice     | Francia   | 1950-51 |

### Como entrenador

#### Campeonatos nacionales
| Título           | Club              | País    | Año     |
| ---------------- | ----------------- | ------- | ------- |
| Ligue 1          | Olympique de Niza | Francia | 1955-56 |
| Primera División | Real Madrid       | España  | 1957-58 |

#### Copas internacionales
| Título         | Club        | Sede final | Año     |
| -------------- | ----------- | ---------- | ------- |
| Copa de Europa | Real Madrid | Bruselas   | 1957-58 |
| Copa de Europa | Real Madrid | Stuttgart  | 1958-59 |
| Copa de Ferias | AS Roma     | Roma       | 1960-61 |